# Монтезано Скало (Салерно)
Монтезано Скало је насеље у Италији у округу Салерно, региону Кампанија.
Према процени из 2011. у насељу је живело 596 становника. Насеље се налази на надморској висини од 494 м.